# Región del Drava
La Región del Drava (en esloveno Podravska regija) es una de las doce regiones estadísticas en las que se subdivide Eslovenia. Se llama así por el río Drava.

## Administración territorial
Se compone de los siguientes municipios:
- Benedikt
- Cerkvenjak
- Destrnik
- Dornava
- Duplek
- Gorišnica
- Hajdina
- Hoče-Slivnica
- Juršinci
- Kidričevo
- Kungota
- Lenart
- Lovrenc na Pohorju
- Majšperk
- Maribor
- Markovci
- Miklavž na Dravskem polju
- Oplotnica
- Ormož
- Pesnica
- Podlehnik
- Ptuj
- Rače-Fram
- Ruše
- Selnica ob Dravi
- Šentilj
- Slovenska Bistrica
- Starše
- Sveta Ana
- Sveti Andraž v Slovenskih goricah
- Trnovska vas
- Videm
- Zavrč
- Žetale

- Datos: Q856328